# یلوه جزیره ویک
یلوه جزیره ویک (نام علمی: Gallirallus wakensis) نام یک گونه منقرض‌شده از سرده یلوه‌های استرالیا-آرام است.